# یالمار اندرسن
یالمار اندرسن (به نروژی: Hjalmar Andersen) ورزشکار مرد رشتهٔ اسکیت سرعتی اهل کشور نروژ است. وی در بین سال‌های ‎۱۹۵۲ میلادی در مسابقات بازی‌های المپیک زمستانی در مجموع ۳ مدال طلا را کسب کرد.